# Castello Aschburg
Il castello Aschburg (in tedesco: Schloss Aschburg) è un castello in rovina situato a Terento.

## Storia e descrizione
Menzionato per la prima volta in un documento del 1256, il castello fu costruito per volere di Arnold von Schöneck come maniero di caccia: fu successivamente chiamato castello dei briganti, poiché i figli di Arnold trovavano rifugio al suo interno in quanto dediti a furti e rapine.
La torre superstite venne fatta esplodere nel 1970 dal momento che si supponeva che al suo interno, o comunque nelle immediate vicinanze, fosse nascosto un tesoro. Della struttura restano solamente delle rovine.